# Wim van Elk
Wilhelmus Johannes Bernardus Maria (Wim) van Elk (Eindhoven, 11 januari 1938 – Helmond, 22 januari 2025) was een Nederlands politicus van de KVP en later het CDA.
Hij werd geboren als zoon van B.J.M. van Elk die gemeentesecretaris van Eindhoven is geweest. Wim van Elk was afgestudeerd in de rechten en was advocaat in Eindhoven. Rond 1966 kwam hij in daar in de gemeenteraad en van  1968 tot 1977 was hij daar wethouder. Als locoburgemeester nam hij in 1973 het burgemeesterschap van Eindhoven waar tussen het overlijden van Herman Witte en de installatie van Jaap van der Lee. Vervolgens was hij voorzitter van het Openbaar Lichaam agglomeratie Eindhoven tot dat op 1 januari 1986 werd opgeheven. Datzelfde jaar volgde zijn benoeming tot burgemeester van Helmond wat hij zou blijven tot hij in juli 2002 vervroegd met pensioen ging.
Van Elk overleed op 87-jarige leeftijd na een korte periode met gezondheidsproblemen.